# Tjetu
Tjetu (sein weiterer Name ist Kanesut) war Vorsteher der Pyramidenstadt des Cheops, Vorlesepriester, Gefolgsmann, einziger Freund des Königs und Oberaufseher über die Wab-Priester des Cheops. Seine Frau hieß Wadjet-hotep, auch Hetep, sie war königliche Bekannte, Priesterin der Neith und der Hathor. Weitere Familienangehörige werden noch genannt: der älteste Sohn hieß Mesni, auch Tjetu, es gab weitere Brüder und eine Tochter Ipi, außerdem eine Hetep, vielleicht die Mutter von Tjetu. Aus einer Inschrift erfahren wir, dass Tjetu sehr alt geworden ist. Als Wab-Priester des Cheops war er im Totenkult des Königs tätig.

## Sein Grab
Die Steinmastaba (G 2001) befindet sich direkt östlich neben der großen, bedeutenden Grabanlage G 2000 auf dem Westfriedhof der Nekropole von Gizeh und wurde 1905–1906 von George Andrew Reisner ausgegraben. Von besonderem Wert ist die farbig ausgestaltete Grabkapelle mit einem gut erhaltenen Säulenportikus. In der Westwand des Portikus haben sich drei Scheintüren erhalten, die für Tjetu, seine Frau Hetep und den ältesten Sohn Mesni bestimmt waren. Nina de Garis Davies fertigte 1905 kolorierte Zeichnungen von den farbigen Reliefs. 1930 wurden sie fotografisch erfasst und 1975 neu untersucht. Aufgrund der Texte und der Reliefs ist die Grabkapelle in die späte 6. Dynastie zu datieren. Sie enthielt vier Grabschächte, die geplündert wurden. In Schacht D hat sich ein vollständiges Skelett erhalten, vermutlich von einer Frau, da neben dem Skelett ein Kupferspiegel gefunden wurde.